# Kelly Jonker
Kelly Jonker (ur. 23 maja 1990 w Amstelveen) – holenderska hokeistka na trawie grająca na pozycji napastnika. Zagrała w 7 meczach na igrzyskach olimpijskich w 2012, na których Holandia zdobyła złoty medal. W reprezentacji zadebiutowała 7 kwietnia 2008 w meczu przeciwko Niemcom (4:2), który odbył się w Helmond. Karierę rozpoczęła w klubie Myra Amstelveen. Obecnie gra w AH&BC Amsterdam. W 2010 w Rosario zddobyła srebrny medal mistrzostw świata. Dotychczas (1 lipca 2015) wystąpiła w 77 meczach dla reprezentacji, w których strzeliła 21 goli. Srebrna medalistka igrzysk w Rio de Janeiro (2016).